# Makina 67
La Makina 67 és una càmera plegable de mig format amb un telèmetre acoblat, la qual utilitza pel·lícula de 120 mm.

## Història
Aquesta, va ser llançada el mercat el 1979, la va desenvolupar l'empresa Plaubel després que fos comprada el 1975 per una empresa japonesa anomenada Doi.
Plaubel ja havia fet un prototip la "Makinette 67" i aquesta ja incorporava una lent Nikkor 80mm f/2.8. Doi va subcontractar la producció de la nova càmera (Makina 67) a Konica, on el dissenyador Yasuo Uchida va dirigir l'equip de disseny amb l'ajuda d'Udo M. Geissler del departament de disseny industrial de la Universitat Tècnica de Múnic.
Uchida va fer tot el possible per persuadir a Doi d'utilitzar un objectiu Konica per a la càmera, però Doi no va cedir, ja que ja havia pagat a Nikon pel desenvolupament de l'objectiu de 80 mm f/2.8 especialment dissenyada per a la Makina 67.
Durant el redisseny, els dos dissenyadors van discutir sobre la mida de l'objectiu i sobre si la càmera havia o no d'incorporar un mode automàtic. Uchida es va negar, ja que volia que la càmera fos dirigida als professionals que usaven pel·lícules de diapositives, on l'exposició correcta és fonamental, i la tecnologia AE en aquell moment no era prou precisa.
El redisseny de la Makina 67 va fer el seu debut el 1978 a Photokina i es va llançar al mercat el març de 1979.
La Makina 67 estava equipada amb l'obturador de fulles Copal #0, però el 1981 el fabricant es va canviar per Mamiya que va poder augmentar la producció.
El 1981, es va presentar la Makina W67, aquesta va actualitzar l'estètica i va incorporar una lent Nikkor gran angular de 55mm f/4.5.

## Característiques
La càmera crea negatius de 6x7 cm (56 mm x 69 mm) amb un visor telemètric amb correcció de paral·laxi i un objectiu Nikkor 80mm f/2.8 incorporats. Per poder funcionar utilitza dues piles LR44 (G13). Aquesta, consta d'un obturador de pla focal mecànic i un fotòmetre de silici integrat.
El temps d'exposició es pot variar d'1 segon fins a 1/500 o mode Bulb, mentre que l'obertura pot anar des de f/2.8 fins a f/22. Aquesta té un connector X-sync per flaix al lateral i una rosca de trípode a la part inferior.

## Funcionament
Abans que res, per poder fotografiar s'ha de carregar una pel·lícula de 120 al xassís, després de disparar una fotografia s'ha d'accionar la palanca d'arrossegament i llavors s'anirà veient al comptador de la part superior la quantitat de fotografies realitzades.
Per poder disparar aquesta càmera primer s'ha de prémer el botó vermell a la part frontal i estendre la manxa fins a sentir un clic. Llavors s'ha d'ajustar l'obertura i el temps d'exposició amb les dues anelles de l'objectiu, pressionant el botó del fotòmetre per ajustar l'exposició. La mesura es fa amb tres LEDS ("+" per sobreexposar "o" per corractement exposat i "-" per subexposat). Amb una roda a la part superior es du a terme el correcte enfocament de l'escena.

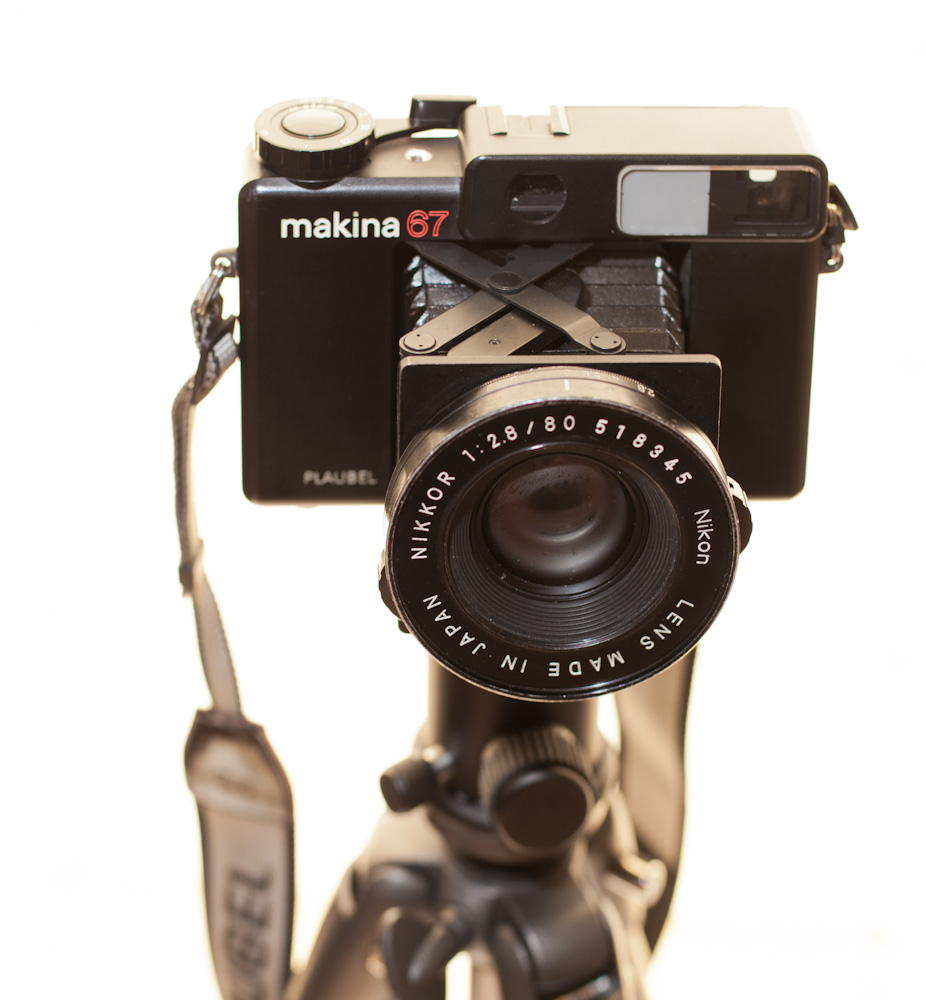
Makina 67 amb la manxa estesa

Per tancar la càmera només cal col·locar la roda d'enfocament a infinit, pressionar el botó vermell i plegar la manxa fins a sentir un clic.

## Curiositats
La Makina 67 s'assemblava molt a l'Agfa Optima sensor, ja que Geissler i Norbert Schlagheck de la firma de disseny Schlagheck & Schultes eren del mateix departament de disseny industrial de la Universitat de Múnic.
Aquesta és la càmera moderna de 6x7 més compacta del món.